# Roger Garaudy
Roger Garaudy lub Ragaa (ur. 17 lipca 1913 w Marsylii, zm. 13 czerwca 2012) – pierwotnie francuski filozof marksistowski, później nawrócony na islam pisarz znany z poglądów rewizjonistycznych wobec Holokaustu.

## Życiorys
Podczas II wojny światowej Garaudy był więziony w Dżilfi, w Algierii, jako więzień wojenny francuskiego rządu Vichy. Sygnatariusz apelu sztokholmskiego w 1950 roku. Do 1956 r. Garaudy pozostawał naczelnym ideologiem stalinizmu w ramach Francuskiej Partii Komunistycznej. Do 1970 r. był członkiem Francuskiej Partii Komunistycznej, w której został usunięty za filozoficzno-polityczny rewizjonizm (na to oskarżenie złożyło się m.in. krytyka przez Garaudy'ego systemu ZSRR, a także inwazji wojsk Układu Warszawskiego na Czechosłowację w 1968 r.). W okresie "destalinizacji" (do końca lat 70. XX wieku) zaczął łączyć z marksizmem myśl egzystencjalistyczną, a także filozofię społeczną rzymskiego katolicyzmu (personalizm).
Porzucił te doktryny w 1982 na rzecz sunnickiego islamu, gdy zostając muzułmaninem przybrał imię Ragaa. Mieszkał w Hiszpanii.
W 1998 r. francuski sąd skazał Garaudy'ego na karę 120 000 franków francuskich (40 000 dolarów) za szerzenie poglądów rewizjonistycznych w kwestii Holocaustu i zniesławienie na tle rasistowskim, których dopuścił się w swej książce z 1995 pt. Mythes fondateurs de la politique israélienne. Popierając poglądy francuskiego rewizjonisty Holocaustu Roberta Faurissona, Garaudy utrzymywał w książce, że podczas Holocaustu Żydzi nie byli uśmiercani w komorach gazowych. Książka została szybko przetłumaczona na języki arabski i perski, a saudyjski prawnik, Faruk M. Abu Eissa, zmontował zespół pięciu prawników, którzy reprezentowali Garaudy'ego w procesie sądowym. Rząd irański opłacił część wymierzonej Garaudy'emu kary.

## Prace w języku polskim
- Droga Aragona (1965);
- Gramatyka wolności (1951);
- Husserl i odpowiedzialność ludzka (fragment przedmowy książki Perspektywy człowieka. Egzystencjalizm, myśl katolicka, marksizm w tłum. Karola Martela), w: Fenomenologia. Wybór tekstów (1961);
- Kilka aktualnych problemów kultury (1966);
- Komunizm i odrodzenie kultury francuskiej (1945);
- Komunizm i moralność (1948);
- Kościół, komunizm i chrześcijanie (1951);
- Literatura grabarzy (1950);
- Marksizm a osobowość (1950);
- Perspektywy człowieka. Egzystencjalizm, myśl katolicka, marksizm (1968);
- Realizm bez granic (1967);
- Źródła francuskie socjalizmu naukowego (1950).